# 小行星24154
小行星24154（24154 Ayonsen）是一颗绕太阳运转的小行星，为主小行星带小行星。该小行星于1999年11月19日发现。

## 轨道参数
小行星24154的轨道半长轴为362 235 441 km，2.4213599 UA，离心率为0.071。